# Edmondo Plantageneto, conte di Rutland
Edmondo Plantageneto, conte di Rutland (Rouen, 17 maggio 1443 – Wakefield, 30 dicembre 1460), è stato un nobile inglese, quinto figlio di Riccardo Plantageneto, III duca di York e di Cecily Neville e fratello di Edoardo IV d'Inghilterra e di Riccardo III d'Inghilterra.

## Biografia
Edmondo Plantageneto nacque a Rouen il 17 maggio 1443, quintogenito di Riccardo Plantageneto, III duca di York e di Cecily Neville. Al tempo Rouen era la capitale della Francia occupata dagli inglesi e suo padre ricopriva la carica di luogotenente di Francia. 
Nel 1451, il padre di Edmondo, che deteneva il titolo di Lord luogotenente d'Irlanda, lo nominò Lord Cancelliere d'Irlanda. Essendo ancora minorenne, le funzioni furono effettivamente svolte da alcuni vice. Il primo di questi fu Edmund Oldhall, vescovo di Meath. Il fratello, Sir William Oldhall, era ciambellano del duca di York ed è probabile che ci fosse lui stesso dietro la nomina. Agì come cancelliere de facto fino al 1454, anno in cui Edmondo probabilmente ricevette il titolo di conte dal padre.
Olldhall fu poi sostituito da John Talbot, II conte di Shrewsbury che ricopriva anche la carica di Lord grande intendente d'Irlanda. Avrebbe continuato a servire come cancelliere de facto fino alla sua morte nella battaglia di Northampton il 10 luglio 1460.
La sua nomina e quella dei vice furono riconosciute dal Parlamento irlandese, che in quel momento affermava la sua indipendenza. Quest'organo dichiarò che l'Irlanda manteneva la funzione legislativa separata dal Regno d'Inghilterra e che gli abitanti di quelle terre erano soggetti solo alle leggi e agli statuti dei "Lord spirituali e temporali e Comuni dell'Irlanda, ammessi liberamente e accettati nei loro parlamenti e grandi concili".
Secondo le decisioni parlamentari prese durante il suo mandato, i soggetti irlandesi erano tenuti a rispettare solo i decreti muniti del gran sigillo d'Irlanda, in possesso del Lord cancelliere. Qualsiasi funzionario che avesse osservato le leggi inglesi avrebbe perso tutte la sua proprietà in Irlanda ed sarebbe stato multato.
La Casa di York in Irlanda aveva acquisito il supporto di Thomas FitzGerald, VII conte di Kildare e di James FitzGerald, VI conte di Desmond. Diversi alleati dei Fitzgerald li seguirono nelle loro lealtà. D'altra parte, la Casa di Lancaster trovò il suo principale sostenitore irlandese nella persona di James Butler, V conte di Ormond.
Edmondo morì all'età di diciassette anni durante o subito dopo la battaglia di Wakefield del 30 dicembre 1460 durante la guerra delle due rose. Aveva combattuto nella battaglia a fianco del padre. Dopo che le sorti della battaglia si fecero avverse per il suo schieramento, tentò di fuggire sul Wakefield Bridge, ma fu superato e ucciso, probabilmente dal lancasteriano John Clifford, IX barone de Clifford, il quale intendeva vendicare la morte del padre a St Albans.
Edmondo fu probabilmente giustiziato su ordine di lord Clifford o, secondo alcuni, da lui stesso. La sua testa fu esposta sulle porta di York, in Inghilterra, insieme a quelle di suo padre e di suo zio, Richard Neville, V conte di Salisbury.
Nel dramma di William Shakespeare, Enrico VI, parte III, Rutland è raffigurato come un giovane ragazzo che viene brutalmente ucciso da Clifford dopo essersi salvato la vita; la fonte sembra essere la storia di Hall del 1548, che dice, erroneamente, che Rutland era "appena dodicenne" alla sua morte.
Edmondo e suo padre furono sepolti nel priorato di Pontefract. I loro corpi furono riesumati e sepolti nuovamente, in pompa magna, nella tomba di famiglia nel castello di Fotheringhay nei giorni 29 e 30 luglio 1476.
Lord Clifford rimase ucciso nel marzo del 1461 nella battaglia di Ferrybridge.

## Ascendenza
|                                               |                                          |                                            | Genitori                             |  |  | Nonni |  |  | Bisnonni                             |  |  | Trisnonni                 |  |
|                                               |                                          |                                            |                                      |  |  |       |  |  | Edmondo Plantageneto, I duca di York |  |  | Edoardo III d'Inghilterra |  |
|                                               |                                          |                                            |                                      |  |  |       |  |  | Edmondo Plantageneto, I duca di York |  |  | Edoardo III d'Inghilterra |  |
|                                               |                                          | Filippa di Hainaut                         |                                      |  |  |       |  |  | Edmondo Plantageneto, I duca di York |  |  |                           |  |
| Riccardo Plantageneto, III conte di Cambridge |                                          |                                            |                                      |  |  |       |  |  | Edmondo Plantageneto, I duca di York |  |  |                           |  |
|                                               |                                          | Isabella di Castiglia                      | Pietro I di Castiglia                |  |  |       |  |  |                                      |  |  |                           |  |
|                                               |                                          | Isabella di Castiglia                      | Pietro I di Castiglia                |  |  |       |  |  |                                      |  |  |                           |  |
|                                               |                                          | Isabella di Castiglia                      | Maria di Padilla                     |  |  |       |  |  |                                      |  |  |                           |  |
| Riccardo Plantageneto, III duca di York       |                                          | Isabella di Castiglia                      |                                      |  |  |       |  |  |                                      |  |  |                           |  |
|                                               |                                          | Ruggero Mortimer, IV conte di March        | Edmondo Mortimer, III conte di March |  |  |       |  |  |                                      |  |  |                           |  |
|                                               |                                          | Ruggero Mortimer, IV conte di March        | Edmondo Mortimer, III conte di March |  |  |       |  |  |                                      |  |  |                           |  |
|                                               |                                          | Ruggero Mortimer, IV conte di March        | Filippa Plantageneta                 |  |  |       |  |  |                                      |  |  |                           |  |
| Anna Mortimer                                 |                                          | Ruggero Mortimer, IV conte di March        |                                      |  |  |       |  |  |                                      |  |  |                           |  |
|                                               |                                          | Alianore Holland                           | Thomas Holland, II conte di Kent     |  |  |       |  |  |                                      |  |  |                           |  |
|                                               |                                          | Alianore Holland                           | Thomas Holland, II conte di Kent     |  |  |       |  |  |                                      |  |  |                           |  |
|                                               |                                          | Alianore Holland                           | Alice FitzAlan                       |  |  |       |  |  |                                      |  |  |                           |  |
| Edmondo Plantageneto, conte di Rutland        |                                          | Alianore Holland                           |                                      |  |  |       |  |  |                                      |  |  |                           |  |
|                                               | John Neville, III barone Neville di Raby | Ralph Neville, II barone Neville di Raby   |                                      |  |  |       |  |  |                                      |  |  |                           |  |
|                                               | John Neville, III barone Neville di Raby | Ralph Neville, II barone Neville di Raby   |                                      |  |  |       |  |  |                                      |  |  |                           |  |
|                                               | John Neville, III barone Neville di Raby | Alice Audley                               |                                      |  |  |       |  |  |                                      |  |  |                           |  |
| Ralph Neville, I conte di Westmorland         | John Neville, III barone Neville di Raby |                                            |                                      |  |  |       |  |  |                                      |  |  |                           |  |
|                                               |                                          | Maud Percy                                 | Henry de Percy, II barone Percy      |  |  |       |  |  |                                      |  |  |                           |  |
|                                               |                                          | Maud Percy                                 | Henry de Percy, II barone Percy      |  |  |       |  |  |                                      |  |  |                           |  |
|                                               |                                          | Maud Percy                                 | Idonea Clifford                      |  |  |       |  |  |                                      |  |  |                           |  |
| Cecily Neville                                |                                          | Maud Percy                                 |                                      |  |  |       |  |  |                                      |  |  |                           |  |
|                                               |                                          | Giovanni Plantageneto, I duca di Lancaster | Edoardo III d'Inghilterra            |  |  |       |  |  |                                      |  |  |                           |  |
|                                               |                                          | Giovanni Plantageneto, I duca di Lancaster | Edoardo III d'Inghilterra            |  |  |       |  |  |                                      |  |  |                           |  |
|                                               |                                          | Giovanni Plantageneto, I duca di Lancaster | Filippa di Hainaut                   |  |  |       |  |  |                                      |  |  |                           |  |
| Joan Beaufort, contessa di Westmorland        |                                          | Giovanni Plantageneto, I duca di Lancaster |                                      |  |  |       |  |  |                                      |  |  |                           |  |
|                                               |                                          | Katherine Swynford                         | Payne De Roet                        |  |  |       |  |  |                                      |  |  |                           |  |
|                                               |                                          | Katherine Swynford                         | Payne De Roet                        |  |  |       |  |  |                                      |  |  |                           |  |
|                                               |                                          | Katherine Swynford                         | ?                                    |  |  |       |  |  |                                      |  |  |                           |  |
|                                               |                                          | Katherine Swynford                         |                                      |  |  |       |  |  |                                      |  |  |                           |  |